# Uvariopsis zenkeri
Espèce
Uvariopsis zenkeri Engl. est une espèce de plantes à fleurs de la famille des Annonaceae et du genre Uvariopsis. C'est un arbuste endémique du Cameroun.

## Étymologie
Son épithète spécifique zenkeri rend hommage au botaniste allemand Georg August Zenker, qui découvrit le premier spécimen à Bipindi en 1896.

## Distribution
Connue d'un seul site dans la Région du Sud (Bipindi), Uvariopsis zenkeri est une espèce endémique du Cameroun, très rare.